# Antonio Cesti
Antonio Cesti, ook bekend als Pietro Antonio Cesti (Arezzo, augustus 1623 - Florence, 14 oktober 1669) was een Italiaans componist.
Na als koorknaap te hebben gezongen in Arezzo, werd hij in 1637 minderbroeder. Hij was een leerling van Giacomo Carissimi in Rome en werd in 1645 aangesteld als maestro di capella in de kathedraal van Volterra. Enige tijd nadat hij tot priester was gewijd, trad hij in 1653 in dienst van het hof in Innsbruck waar hij, behoudens een korte tijd als tenor in de pauselijke kapel, 13 jaar verbleef. Van 1666 tot 1669 was hij Unterkapellmeister in Wenen, waar zijn spectaculaire opera Il pomo d'oro in 1667 in première ging.
Hij is in 1669 in Florence overleden.
Naast onder meer motetten en cantata's componeerde hij de volgende opera's:
- L'Orontea
- Il cesare amante
- Alessandro il vincitor di se stesso
- L'Argia
- La Dori
- Tito
- Nettuno e Flora festagiannti
- Il pomo d'oro
- Semiramide
- Le disgrazie d'Amore

- Biblioteca Nacional de España: XX1762317
- Bibliothèque nationale de France: cb13892329v (data)
- Catàleg d'autoritats de noms i títols de Catalunya: 981058519681406706
- CiNii: DA03383008
- Gemeinsame Normdatei: 119253933
- International Standard Name Identifier: 0000 0001 0887 0383
- Library of Congress Control Number: n50000564
- Nationale Bibliotheek van Letland: 000035595
- MusicBrainz: 0b6ba06d-69fc-4dde-aa04-145787e91c43
- Nationale Bibliotheek van Tsjechië: kup20000000014486
- Nationale Bibliotheek van Israël: 987007281917205171
- Nationale Bibliotheek van Polen: a0000001737627
- Nederlandse Thesaurus van Auteursnamen: 095892222
- Istituto Centrale per il Catalogo Unico: CFIV078372
- LIBRIS: 302307
- SNAC: w69600hd
- Système universitaire de documentation: 078092116
- Trove: 1262260
- Union List of Artist Names: 500353767
- Virtual International Authority File: 34642826
- WorldCat: E39PBJxMqJHQ3Th6q99jCmHwG3